# Кист, Виктор Эдуардович
Виктор Эдуардович Кист (род. 16 апреля 1950, Караганда) — казахстанский общественный деятель, доктор экологических наук (2006), академик Международной академии информатизации.

## Биография
Родился 16 апреля 1950 года в городе Караганде.
Окончил Карагандинское профессионально-техническое училище по специальности «технолог» и Целиноградский сельскохозяйственный институт по специальности «учёный-агроном».
В 2007 году защитил учёное звание доктора экологических наук в области инженерной экологии в Санкт-Петербурге.
Автор книг «Молодежь и наркотики» (2002, соавтор), «Организованная преступность и коррупция в Казахстане» (2003, соавтор).

## Трудовая деятельность
С 1969 по 1984 годы — электрослесарь, подземный проходчик шахты, электромеханик Карагандинского погрузочно-транспортного предприятия ПО «Карагандауголь».
С 1984 по 1991 годы — агроном Карагандинской областной станции защиты растений.
С 1991 по 1993 годы — старший агроном отдела Карагандинского областного комитета охраны природы, директор НПФ «Фито-Эко».
С 1993 по 2003 годы — председатель Карагандинского областного немецкого центра «Видергебурт».
С 2005 года по настоящее время — председатель Карагандинского областного немецкого национально-культурного центра «Видергебурт».
С 1995 года — член Ассамблеи народа Казахстана.

## Выборные должности, депутатство
С 1993 по 2003 годы — депутат Карагандинского областного маслихата.
С 2003 по 2005 годы — депутат Сената Парламента Республики Казахстан ІІ и ІІІ созывов, член комитета по социально-культурному развитию.

## Награды и звания
- 1998 — Медаль «Астана»
- 2001 — Медаль «10 лет независимости Республики Казахстан»
- 2004 — Медаль «50 лет Целине»
- 2005 — Медаль «10 лет Конституции Республики Казахстан»
- 2006 — Медаль «10 лет Парламенту Республики Казахстан»
- 2008 — Указом Президента Республики Казахстан награждён орденом «Достык» второй степени.[3][4]
- 2015 — Медаль «20 лет Ассамблеи народа Казахстана» и др.
- 2025 — Орден «Парасат»[5]
- Благодарственное письмо Первого Президента Республики Казахстан.